# Noxapater
Noxapater è una città (town) degli Stati Uniti d'America, situata nella contea di Winston, nello Stato del Mississippi.